# Гейнігери з космосу
Гейнігери з космосу (англ. Gayniggers from Outer Space) — данський англомовний науково-фантастичний короткометражний фільм 1992 року, знятий данським художником-перформансом Мортеном Ліндбергом. Фільм є пародією на жанри наукової фантастики та блекплойтшн.

## Сюжет
Фільм розповідає про групу міжгалактичних чорношкірих гомосексуалів із планети Анус, які виявляють присутність жіночих істот на планеті Земля. Використовуючи променеві рушниці, вони одну за одною винищують жінок із Землі, викликаючи вдячність раніше пригнобленого чоловічого населення. Перед тим, як залишити планету, вони залишають «гей-посла», щоб розповісти землянам про їхній новий спосіб життя.

## Акторський склад
- Коко П. Далберт як Армінасс
- Семмі Саломан — капітан Б. Дік
- Джеральд Ф. Хейл — Д. Ілдо
- Гбатокай Дакіна — сержант Поголені кульки
- Конрад Філдс — містер Швул
- Джонні Конні Тоні Томас — «Гей-амбасадор».

## Рецепція
Фільм був описаний як «Данський квір-інтерес B у гіпертрансгресивній традиції Джона Вотерса», і кажуть, що він сподобався аудиторії «білих ботанів», яким подобалася концепція блекексплуатаційного кіно. У 2000-х роках цей фільм використовувався в кампанії вербування групою інтернет-тролів «Асоціація геїв-негрів Америки».

## Культурні посилання
Фільм починається чорно-білим, а потім перетворюється на кольоровий, подібно до «Чарівника країни Оз». За словами режисера Мортена Ліндберга, це був «драматичний спецефект», щоб проілюструвати «звільнення світу від порочних жінок».